# Эли VIII (граф Перигора)
Эли VIII (Helie VIII de Périgord) (1210/1215 — 1247/1251) — граф Перигора. В исследованиях 18-19 веков нумеруется как Эли VII или даже Эли VI.
Сын и преемник Аршамбо II Талейрана, умершего в 1239 г. Дата рождения — оценочная исходя из даты рождения сына (1238/1240).
В 1245 году подтвердил сделанное отцом пожалование шателении Гриньоль его родственнику - Бозону Талейрану, основателю рода Талейран-Перигоров.
В 1246 году закончилась борьба за власть в городе Перигё, образовавшемся в 1240 г. в результате слияния двух поселений: король своим указом освободил горожан от подчинения графам и от каких-либо выплат в их пользу.
Жену Эли VIII звали Гайларда. Достоверно известно, что она была дочерью графа и родственницей короля Хайме I Арагонского. На генеалогических сайтах названа дочерью графа Бернара V д'Арманьяка.
Известно трое их детей:
- Аршамбо III (1238/1240 — 1300), граф Перигора.
- Маргарита, жена Жеро III, сеньора де Мальмор
- Альмодис, жена Бернара III, сеньора де Кардальяка, сенешаля Генриха III Английского в Лимузене, Перигоре и Керси.